# Marko Milinković
Marko Milinković (in serbo Марко Милинковић?; Belgrado, 16 aprile 1988) è un ex calciatore serbo, di ruolo centrocampista.

## Carriera

### Club
Proveniente dalle giovanili del Borac Čačak, debutta nel 2007 con la maglia del Košice, nel campionato slovacco. Il 20 agosto 2009 segna il goal dell'1-0 contro la Roma, nei preliminari dell'Europa League 2009-2010, partita che terminerà 3-3. Nel 2011 passa allo Slovan Bratislava.

### Nazionale
Ha rappresentato più volte l'Under-21 e la nazionale maggiore serba.

## Statistiche

### Cronologia presenze e reti in nazionale
| Cronologia completa delle presenze e delle reti in nazionale ― Serbia | Cronologia completa delle presenze e delle reti in nazionale ― Serbia | Cronologia completa delle presenze e delle reti in nazionale ― Serbia | Cronologia completa delle presenze e delle reti in nazionale ― Serbia | Cronologia completa delle presenze e delle reti in nazionale ― Serbia | Cronologia completa delle presenze e delle reti in nazionale ― Serbia | Cronologia completa delle presenze e delle reti in nazionale ― Serbia | Cronologia completa delle presenze e delle reti in nazionale ― Serbia |
| Data                                                                  | Città                                                                 | In casa                                                               | Risultato                                                             | Ospiti                                                                | Competizione                                                          | Reti                                                                  | Note                                                                  |
| --------------------------------------------------------------------- | --------------------------------------------------------------------- | --------------------------------------------------------------------- | --------------------------------------------------------------------- | --------------------------------------------------------------------- | --------------------------------------------------------------------- | --------------------------------------------------------------------- | --------------------------------------------------------------------- |
| 12-8-2009                                                             | Pretoria                                                              | Sudafrica                                                             | 1 – 3                                                                 | Serbia                                                                | Amichevole                                                            | -                                                                     | 83’                                                                   |
| Totale                                                                |                                                                       | Presenze                                                              | 1                                                                     |                                                                       | Reti                                                                  | 0                                                                     |                                                                       |

## Palmarès

### Club

#### Competizioni nazionali
- Coppa di Slovacchia: 2

Košice: 2008-2009
Slovan Bratislava: 2012-2013
- Supercoppa di Slovacchia: 3

Slovan Bratislava: 2011, 2013, 2014
- Campionato slovacco: 2

Slovan Bratislava: 2012-2013, 2013-2014